# Іпотечна облігація
Іпоте́чні обліга́ції — облігації, емісійні цінні папери, виконання зобов'язань емітента за якими забезпечене іпотечним покриттям.
Не зважаючи на те, що у визначенні іпотечних облігацій є слово «папери», проте у паперовому вигляді вони не існують. Обіг облігацій здійснюється виключно в електронному вигляді.

## Загальна інформація

### Поняття іпотечних облігацій
Іпотечні облігації є облігаціями, виконання зобов'язань за якими забезпечене іпотечним покриттям. Іпотечна облігація засвідчує внесення грошових коштів її власником і підтверджує зобов'язання емітента відшкодувати йому номінальну вартість цієї облігації та грошового доходу в порядку, встановленому цим Законом та проспектом емісії, а в разі невиконання емітентом зобов'язань за іпотечною облігацією надає її власнику право задовольнити свою вимогу за рахунок іпотечного покриття.
Іпотечні облігації не передбачають забезпечення іпотекою самих вимог за такими облігаціями. В даному випадку розуміється, що передане в забезпечення цих облігацій, — це вимоги, забезпечені іпотекою. Таким чином відбувається «подвійне» забезпечення: вимоги держателів облігацій забезпечуються вимогами емітента до боржника, які забезпечені іпотекою.
Емітентом іпотечних облігацій може бути фінансова установа, а структурованих іпотечних облігацій — спеціалізована іпотечна установа, яка несе відповідальність за виконання зобов'язань за такими іпотечними облігаціями лише іпотечним покриттям.
Коефіцієнт іпотечного покриття показує рівень забезпечення зобов'язання за облігаціями іпотекою (співвідношення вартості іпотеки до грошового зобов'язання за облігаціями). Протягом строку обігу звичайних іпотечних облігацій значення коефіцієнта їх іпотечного покриття не повинне перевищувати 0,9. Для емітентів звичайних іпотечних облігацій, виконання зобов'язань за якими повністю гарантовано державою, коефіцієнт їх іпотечного покриття не повинен перевищувати 1.

### Іпотечне покриття
Іпотечне покриття — це іпотечні активи, а також інші активи, які відповідно до закону, проспекту емісії та реєстру іпотечного покриття забезпечують виконання зобов'язань емітента за іпотечними облігаціями.
Іпотечні та інші активи, включені до складу іпотечного покриття іпотечних облігацій, вважаються переданими у заставу, яка забезпечує виконання зобов'язань емітента-заставодавця перед власниками іпотечних облігацій — заставодержателями. Наступна застава іпотечного покриття не допускається.
Застава іпотечного покриття не потребує укладення договору застави і виникає відповідно до закону з моменту державної реєстрації випуску іпотечних облігацій. Іпотечні та інші активи, що включаються до складу іпотечного покриття після державної реєстрації випуску іпотечних облігацій, вважаються переданими у заставу з моменту внесення до реєстру іпотечного покриття відомостей про включення цих активів до складу іпотечного покриття.
Відомості про обтяження заставою іпотечного покриття вносяться управителем до Державного реєстру обтяжень рухомого майна.

### Види іпотечних облігацій
Звичайні іпотечні облігації — іпотечні облігації, емітентом яких є іпотечний кредитор, що несе відповідальність за виконання зобов'язань за такими іпотечними облігаціями іпотечним покриттям та всім іншим своїм майном, на яке відповідно до законодавства може бути звернено стягнення.
Структуровані іпотечні облігації — іпотечні облігації, емітентом яких є спеціалізована іпотечна установа, яка несе відповідальність за виконання зобов'язань за такими іпотечними облігаціями лише іпотечним покриттям.
Іпотечні облігації можуть бути з фіксованим процентом доходності або з плаваючим процентом доходності.

## Особливості структурованих іпотечних облігацій

### Спеціалізована іпотечна установа
Спеціалізована іпотечна установа — юридична особа, фінансова установа, що утворюється виключно для проведення емісії структурованих іпотечних облігацій. Може бути створена без обмеження строку існування або на строк до повного погашення структурованих іпотечних облігацій. Спеціалізована іпотечна установа має право провадити свою діяльність після внесення її до Державного реєстру фінансових установ у порядку, встановленому законодавством.
До спеціалізованих іпотечних установ не застосовуються вимоги щодо достатності капіталу, ліквідності, ліцензування діяльності. Ліквідація спеціалізованої іпотечної установи до повного виконання зобов'язань за структурованими іпотечними облігаціями може здійснюватися виключно за рішенням суду.
Загальний розмір зобов'язань за всіма випусками облігацій спеціалізованої іпотечної установи, виконання зобов'язань за якими забезпечене єдиним іпотечним покриттям, не повинен перевищувати розмір такого покриття.

### Управитель іпотечного покриття
З метою забезпечення утримання переданого в забезпечення структурованого забезпечення, призначається управитель цього майна. Управителем іпотечного покриття структурованих іпотечних облігацій може бути банк або небанківська фінансова установа, яка отримала ліцензію на управління іпотечним покриттям. Управитель діє від свого імені в інтересах власників структурованих іпотечних облігацій. У всіх правочинах, вчинених управителем у ході виконання ним обов'язків щодо управління іпотечним покриттям, повинно зазначатися, що він є управителем.
Управитель іпотечним покриттям структурованих іпотечних облігацій виконує такі функції:
- веде реєстр іпотечного покриття і контролює стан іпотечного покриття;
- забезпечує ведення реєстру власників структурованих іпотечних облігацій та укладає договори з депозитарієм, обслуговуючою установою і аудитором;
- забезпечує зберігання документів, які стосуються іпотечного покриття;
- контролює повноту та своєчасність здійснення обслуговуючою установою переказу платежів за іпотечними активами у складі іпотечного покриття;
- виконує розподіл грошових доходів від іпотечного покриття між власниками іпотечних облігацій;
- розміщує грошові доходи від іпотечного покриття, строк сплати яких власникам іпотечних облігацій ще не настав;
- пред'являє емітенту вимоги щодо виконання ним обов'язків, передбачених законом, проспектом емісії та договором про управління іпотечним покриттям;
- організовує скликання і проведення загальних зборів власників структурованих іпотечних облігацій та інше.

### Загальні збори власників структурованих іпотечних облігацій
Хоча за загальним правилом облігація не надає право її держателю брати участь в управлінні емітентом, проте структуровані іпотечні облігації надають їхнім держателям окремі права щодо управління іпотечним покриттям.
Загальні збори власників структурованих іпотечних облігацій скликаються управителем за власною ініціативою або на вимогу власників іпотечних облігацій, які у сукупності володіють не менш як 10 відсотками голосів, якщо інше не встановлено проспектом емісії та/або договором про управління іпотечним покриттям.
Кожен власник іпотечних облігацій володіє кількістю голосів, пропорційною частці належних йому іпотечних облігацій у загальній номінальній вартості відповідного випуску іпотечних облігацій, якщо інше не встановлено проспектом емісії.
До виключної компетенції загальних зборів власників структурованих іпотечних облігацій належить прийняття рішень з таких питань:
- заміна та призначення нового управителя, строки та умови передачі іпотечного покриття в управління новому управителю;
- звернення стягнення на іпотечне покриття, визначення способу звернення стягнення та порядок відшкодування витрат, пов'язаних із зверненням стягнення і продажем іпотечного покриття;
- призначення позапланової аудиторської перевірки або позапланової перевірки іпотечного покриття;
- надання згоди на внесення змін до договору про управління іпотечним покриттям та/або до проспекту емісії;
- з інших питань відповідно до проспекту емісії.

## Емісія, обіг та погашення облігацій

### Емісія
Емісію звичайних іпотечних облігацій може здійснювати виключно фінансова установа, а структурованих — спеціалізована установа.
Емітентом звичайних іпотечних облігацій є іпотечний кредитор, що несе відповідальність за виконання зобов'язань за такими іпотечними облігаціями іпотечним покриттям та всім іншим своїм майном, на яке відповідно до законодавства може бути звернено стягнення.
Емітент може здійснювати відкрите (публічне) та закрите (приватне) розміщення облігацій. В будь-якому разі допускається самостійне розміщення або із залученням андеррайтера.
В разі надання згоди Національної комісії з цінних паперів та фондового ринку на проведення емісії, розміщення цінних паперів здійснюється на підставі Тимчасового свідоцтва, виданого цією комісією. Після завершення емісії видається Свідоцтво про реєстрацію випуску облігації.
Реєстрацію випуску облігацій місцевих позик здійснює Національна комісія з цінних паперів та фондового ринку в установленому нею порядку. Національна комісія здійснює реєстрацію випуску облігацій місцевих позик в Державному реєстрі випусків цінних паперів.

### Обіг
Обіг облігацій дозволяється після реєстрації реєструвальним органом звіту про результати розміщення облігацій та видачі свідоцтва про реєстрацію випуску облігацій.

### Погашення
Погашення облігацій здійснюється грошима відповідно до умов розміщення облігацій. Дострокове погашення допускається, якщо це передбачено проспектом емісії.
Погашення іпотечних облігацій, номінальна вартість яких визначена в іноземній валюті, здійснюється в іноземній валюті, у якій виражена номінальна вартість цих облігацій, з урахуванням законодавства про валютне регулювання, або в національній валюті за валютним (обмінним) курсом іноземної валюти, установленим Національним банком України на дату погашення іпотечних облігацій.
Строк погашення іпотечних облігацій не повинен перевищувати одного року з дати початку їх погашення.

## Законодавство з питань іпотечних облігацій
- Положення про порядок реєстрації випуску звичайних іпотечних облігацій, проспекту емісії, звіту про результати розміщення іпотечних облігацій, погашення та скасування реєстрації випуску іпотечних облігацій [Архівовано 28 вересня 2013 у Wayback Machine.]
- Положення про іпотечне покриття звичайних іпотечних облігацій, порядок ведення реєстру іпотечного покриття та управління іпотечним покриттям звичайних іпотечних облігацій [Архівовано 28 вересня 2013 у Wayback Machine.]
- Рішення ДКПФР Щодо порядку ведення реєстру власників звичайних та структурованих іпотечних облігацій  [Архівовано 28 вересня 2013 у Wayback Machine.]
- Порядок та умови видачі ліцензії на провадження окремих видів професійної діяльності на фондовому ринку (ринку цінних паперів), переоформлення ліцензії, видачі дубліката та копії ліцензії [Архівовано 8 вересня 2018 у Wayback Machine.]